# Puente de San Juan
El puente de San Juan es un puente basculante sobre el río Guadalquivir que comunica Sevilla con San Juan de Aznalfarache, y se completa con dos viaductos de 540 y 270 metros realizados en hormigón armado en sus accesos para permitir el acceso al mismo durante las inundaciones de la vega durante las crecidas del río.

## Situación
Partiendo desde el norte, el octavo puente que cruza el brazo vivo del Guadalquivir. Y originalmente, daba acceso desde los barrios sevillanos de Los Remedios y Tablada, al barrio bajo de San Juan de Aznalfarache en la calle de Ramón y Cajal, justo al lado del puente de la Línea 1 del Metro de Sevilla. Tiene un único carril para tráfico rodado en sentido Sevilla, entroncando con la autovía de circunvalación SE-30, justo después de la incorporación desde el Puente Rey Juan Carlos I, el antiguo carril hacia San Juan, fue reconvertido a dos carriles bici, uno en cada sentido, al que se accede desde Sevilla a través del Charco de la Pava (zona de aparcamientos de la Feria de Abril).

## Historia
El puente de San Juan, fue construido en 1930, cuatro años después que el otro  "puente de hierro" de Sevilla, el Puente de Alfonso XIII, actualmente desmontado, y como aquel, fue inaugurado por el rey Alfonso XIII. Prácticamente, hasta la construcción de los puentes de la Exposición Universal de 1992, era el único puente que comunicaba el Sur del Aljarafe con Sevilla, con la Excepción del puente Rey Juan Carlos I en 1981. La construcción del citado puente en 1981, junto a los puentes de la Corta, del Patrocinio —que substituyó dos existentes de menor capacidad de mediados del siglo XX—, y de la Reina Sofía descargó al puente de San Juan de una cantidad de tráfico muy importante.
A inicios del siglo XXI, el puente mostró importantes fallos en su estructura, que requirieron trabajos de consolidación. El 16 de marzo de 2007, se prohibió temporalmente la circulación de vehículos, reservándolo a peatones y ciclistas. Sin embargo, el uso del puente fue significativamente bajo al desembocar en la autovía de circunvalación SE-30, obligando a peatones y ciclistas a dar un gran rodeo por el Charco de la Pava. Ya en 2008 se hicieron planes para una pasarela sobre la autovía. Finalmente, en 2017, se inauguró la pasarela sobre la SE-30, llamada Pasarela Otto Engelhardt, que permite el acceso a Tablada a los peatones y ciclistas procedentes del puente.

## Construcción
Fue construido por la empresa de Barcelona La Maquinista Terrestre y  Marítima que inició las obras el 2 de diciembre de 1929. El tablero mide 180 m de longitud por 10 m de ancho, y la estructura del puente, es de acero con uniones roblonadas. Un segmento del puente, puede bascular mediante un impresionante contrapeso para permitir el paso de navíos. Esta función, esta en desuso desde hace muchos años, y no tiene utilidad desde 1981, año que se inauguró el Puente Rey Juan Carlos I  que esta unos 200 metros aguas arriba y más recientemente, unos 100 metros aguas abajo para la nueva línea 1 del metro.